# Solanum cucullatum
Solanum cucullatum ist eine in Ecuador und Peru vorkommende Art aus der Gattung der Nachtschatten (Solanum). Zusammen mit der nahe verwandten Art Solanum abitaguense besitzt sie die größten Knospen, Blüten, Früchte und Samen innerhalb der Nachtschatten-Sektion Geminata.

## Beschreibung

### Vegetative Merkmale
Solanum cucullatum bildet kleine Bäume mit Wuchshöhen von zwei bis sechs Metern, deren junge Zweige und die Blätter dicht mit roten Papillen besetzt sind. Die älteren Zweige sind zumindest teilweise kahl, grau, nicht geflügelt und weiterhin mit Papillen besetzt. Der Stamm selbst besitzt eine graue, glatte Borke.
Die Laubblätter stehen paarweise, sind elliptisch geformt, die größte Breite besitzen sie in etwa in der Mitte des Blattes. Die Blattspitze ist zugespitzt, die Basis ist keilförmig. Die Oberseite erscheint matt, die Unterseite ist entlang der Blattvenen mit winzigen rötlichen-grauen Papillen besetzt. Die Venen sind sowohl auf Ober- als auch auf Unterseite sehr deutlich ausgeprägt. Es existieren zwei Blattformen, die größere wird 20 bis 45 × 14 bis 21 cm lang, besitzt sieben bis neun Paare an Hauptvenen und steht an 2,5 bis 3,0 mm langen Blattstielen, an denen die Blattspreite geflügelt herablaufen. Die kleinere Blattform unterscheidet sich neben der Größe von nur 10 bis 15 × 6 bis 11 cm auch in der Länge der Blattstiele, die hier 1,0 bis 2,0 cm lang sind.

### Blütenstände und Blüten
Die Blütenstände stehen den Blättern entgegengesetzt, gelegentlich sind sie gegabelt. Mit fünf bis 20 Blüten erreichen sie eine Länge von 5,0 bis 7,0 mm, die Blütenstielnarben stehen eng zusammen, überlappen sich und sind korkig. Die Spitzen der eiförmigen Knospen sind verlängert und fallen über den Rest der Knospe, so dass diese verdeckt wird. Die Blütenstandstiele und Knospen sind wie die jungen Sprosse und die Blätter mit Papillen besetzt. Schon vor der Blüte ragen die Kronblätter aus der Knospe heraus, durch die Kappen, die diese ausbilden, scheint es, als hätte die Knospe fünf Spitzen. Die Blütenstiele sind während der Blüte weiß und fleischig, an der Basis etwa 0,75 mm im Durchmesser und 1,2 bis 1,5 cm lang, stehen aufrecht oder herabgebogen.
Während der Blüte ist der glockenförmige Kelch etwa 3,0 mm lang, die Kelchlappen sind länglich-dreieckig und 3,0 bis 5,0 mm lang. Die Blütenkrone hat einen Durchmesser von 2,0 bis 3,0 cm, die Blütenblätter sind auf etwa 1/3 der Länge miteinander verwachsen, die Vertiefungen zwischen den verwachsenen Teilen und die Ränder der Kronlappen sind dünn und unregelmäßig gezackt, die Kronlappen sind flach und haben an der Spitze zwei Kappen, von denen eine selbst aus der Spitze gebildet wird, die andere aus einer sich verdickenden Leiste über die gesamte nach innen gewandte Oberfläche der Kronlappen. Die 5 × 1 bis 1,5 mm großen Antheren stehen leicht asymmetrisch in der Blüte, wodurch zwei etwas höher stehend wirken. Sie öffnen sich durch tropfenförmige Poren an den Spitzen. Die freistehenden Teile der Staubfäden sind etwa 0,5 bis 1 mm lang, die innerhalb der Blüte sichtbare Staubfadenröhre ist 1 bis 1,5 mm lang. Der Fruchtknoten ist dicht mit rosa-grau Papillen besetzt, die während der Blüte winzig sind, aber mit der Fruchtbildung wachsen. Der Griffel ist gerade, etwa 7 mm lang, der Stempel ist eine Verbreiterung an der Spitze des Stempels und ist ebenfalls fein papillös.

### Frucht
Bisher wurden nur unreife Früchte beobachtet, diese werden als 3 cm große, kugelförmige Beeren beschrieben, die dicht mit pink-grauen Papillen besetzt sind, die Blütenstiele werden während der Fruchtausbildung holzig, sind zurückgebogen oder aufrecht, an der Basis 2 mm im Durchmesser und etwa 2 cm lang. Die Samen sind bräunlich und ei- bis nierenförmig, die Oberfläche besitzt eine feine Körnung.

### Chromosomenzahl
Die Chromosomenzahl beträgt 2n = 24.

## Verbreitung und Erforschung
Diese Art kommt in den Vorgebirgs- und Gebirgsregenwäldern der Westhänge der Anden in Ecuador und dem benachbarten Peru in Höhenlagen zwischen 700 und 2500 Metern NN vor.
Die Art wurde 1986 von Sandra Knapp erstbeschrieben, die anschließende molekularbiologische Erforschung ergab eine Chromosomenzahl von {\displaystyle n=12} und eine Einordnung in die Artengruppe um Solanum robustifrons innerhalb der Geminata-Klade der Gattung Solanum.
Die Art ist nahe verwandt mit der Art Solanum abitaguense, von der sie nur schwer zu unterscheiden ist. Unterschiede bestehen in den Stämmen, die bei S. cucullatum ungeflügelt sind, in den deutlich ausgeprägteren Kappen der Knospen und in den extrem fleischigen Blüten mit zwei Kappen an den Kronspitzen. Die Blätter von Solanum cucullatum erscheinen matter als die von Solanum abitaguense und die Außenseite der Kronblätter von Solanum cucullatum ist trocken und scheint grünlich-pink.
Bei kleineren Exemplaren der Art scheinen nur die männlichen Blütenteile fertil zu sein, während größere Pflanzen zweigeschlechtliche Blüten ausbilden. Es scheint, als ob diese Eigenschaft in Solanum abitaguense nicht auftaucht.